# Pareustroma conisecta
Pareustroma conisecta là một loài bướm đêm trong họ Geometridae.